# Station Mutrécy
Station Mutrécy is een spoorwegstation in de Franse gemeente Mutrécy. Het station is gesloten.